# Saldoninae
Saldoninae is een onderfamilie van oeverwantsen. De familie werd voor het eerst wetenschappelijk beschreven door Popov in 1973.

## Taxonomie
De onderfamilie bevat het volgende geslacht:

- Saldonia Popov, 1973